# اردیس
اردیس (به اسپانیایی: Ordis) یک شهرستان در اسپانیا است که در استان خرنا واقع شده‌است.

## خصوصیات
اردیس ۸٫۵۲ کیلومترمربع مساحت و ۳۸۵ نفر جمعیت دارد و ۹۸ متر بالاتر از سطح دریا واقع شده‌است.